# Fridericianum

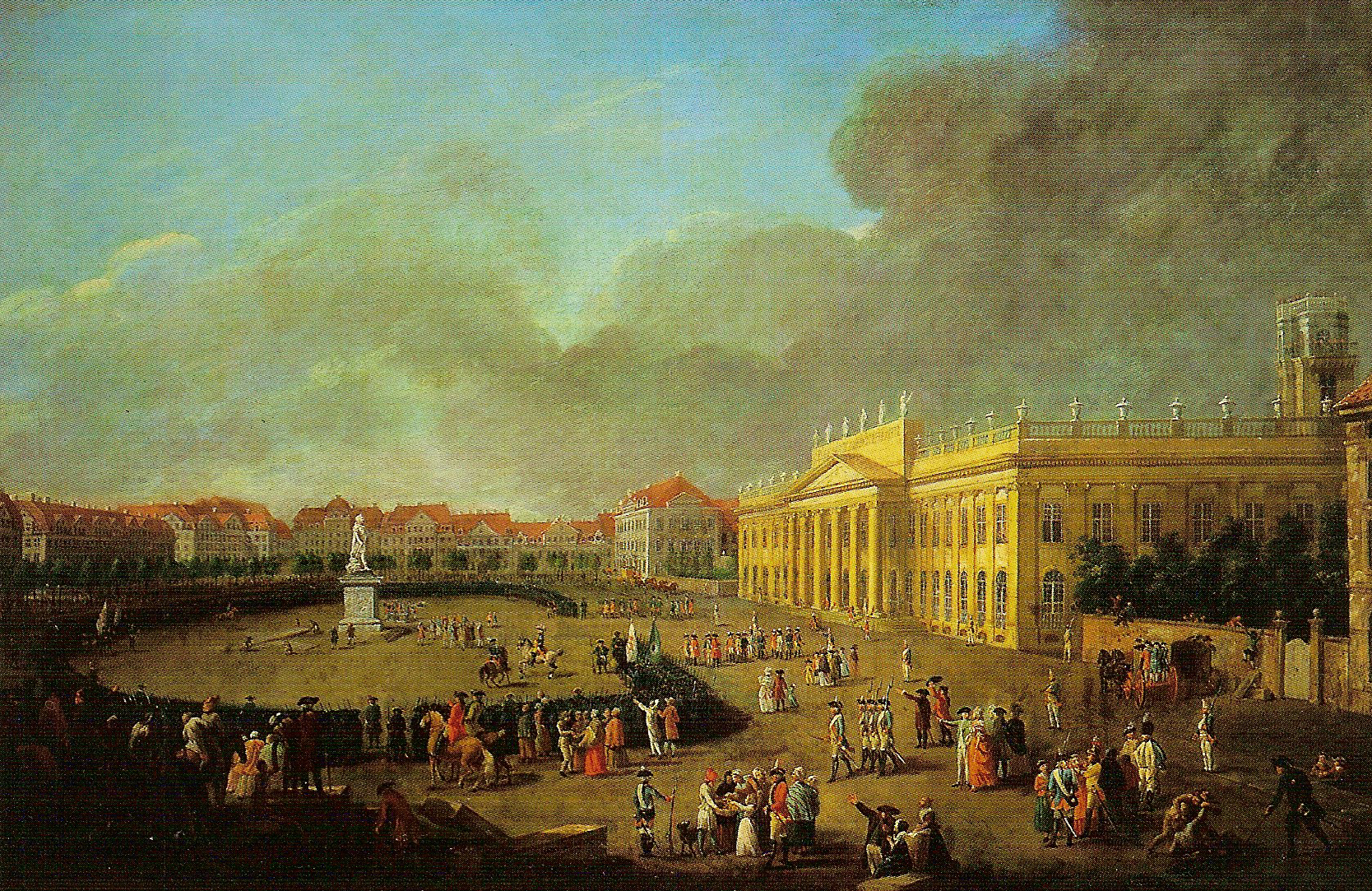
Målning av Johann Heinrich Tischbein den äldre 1783

Fridericianum är ett tidigare museum och numera en konsthall i Kassel i Tyskland.  
Fridericianum byggdes 1779 som ett av Europas äldsta publika museer. Sedan 1955 arrangeras den internationella utställningen av samtida konst documenta vart femte år i Kassel, med Fridericianum som den centrala utställningsplatsen. Sedan 1988 har Fridericianum kontinuerligt inrymt utställningar av samtida konst.

## Historik
Lantgreven Fredrik II av Hessen-Kassel använde sin förmögenhet från uthyrning av hessiska soldater till England till att bygga upp världens första publika museum vid det nyanlagda paradtorget i Kassel. Fridericianum ritades av Simon Louis du Ry och invigdes 1779. Museet var encyklopediskt och inrymde i början också Hessens statliga bibliotek, den hessiske lantgrevens konstsamling, ett "modernt statygalleri", medaljrum, sal för mekaniska apparater och ur, ett rum för grafiska tryck, ett kartgalleri, vetenskapliga instrument, modeller i kork av romerska byggnader samt vaxfigurer av tidigare hessiska lantgrevar. Biblioteket hade 100&nbp;000 volymer. Museet var förbundet med det medeltida Zwehrenturm, som hade gjorts om till ett astronomiskt observatorium.
Napoleon satte i början av 1800-talet in sin yngre bror Jérôme Bonaparte som kung av Westphalen, varvid Kassel blev huvudstad i kungariket. Fridericianum blev då den första parlamentsbyggnaden i Tyskland. När Jérôme avsattes 1813, återgick Fridericianum till att bli museum.
Efter inlemmandet av Hessen i Preussen 1866 överfördes museets samlingar efter hand till Berlin, och Fridericianum upphörde 1913 att vara museum, men kvarstod som byggnad för det statliga biblioteket. Fridericianum skadades svårt under andra världskriget, varefter kvarvarande böcker överfördes till Universitätsbibliothek Kassel.

## documenta
Huvudartikel: documenta
Den första documenta-utställningen hölls 1955 och arrangerades av Arnold Bode. Den hölls i den provisoriskt restaurerade Fridericianum-byggnaden. Sedan dess har Fridericianum, fullständigt restaurerad 1982, använts som huvudlokal för documenta.

## Bildgalleri

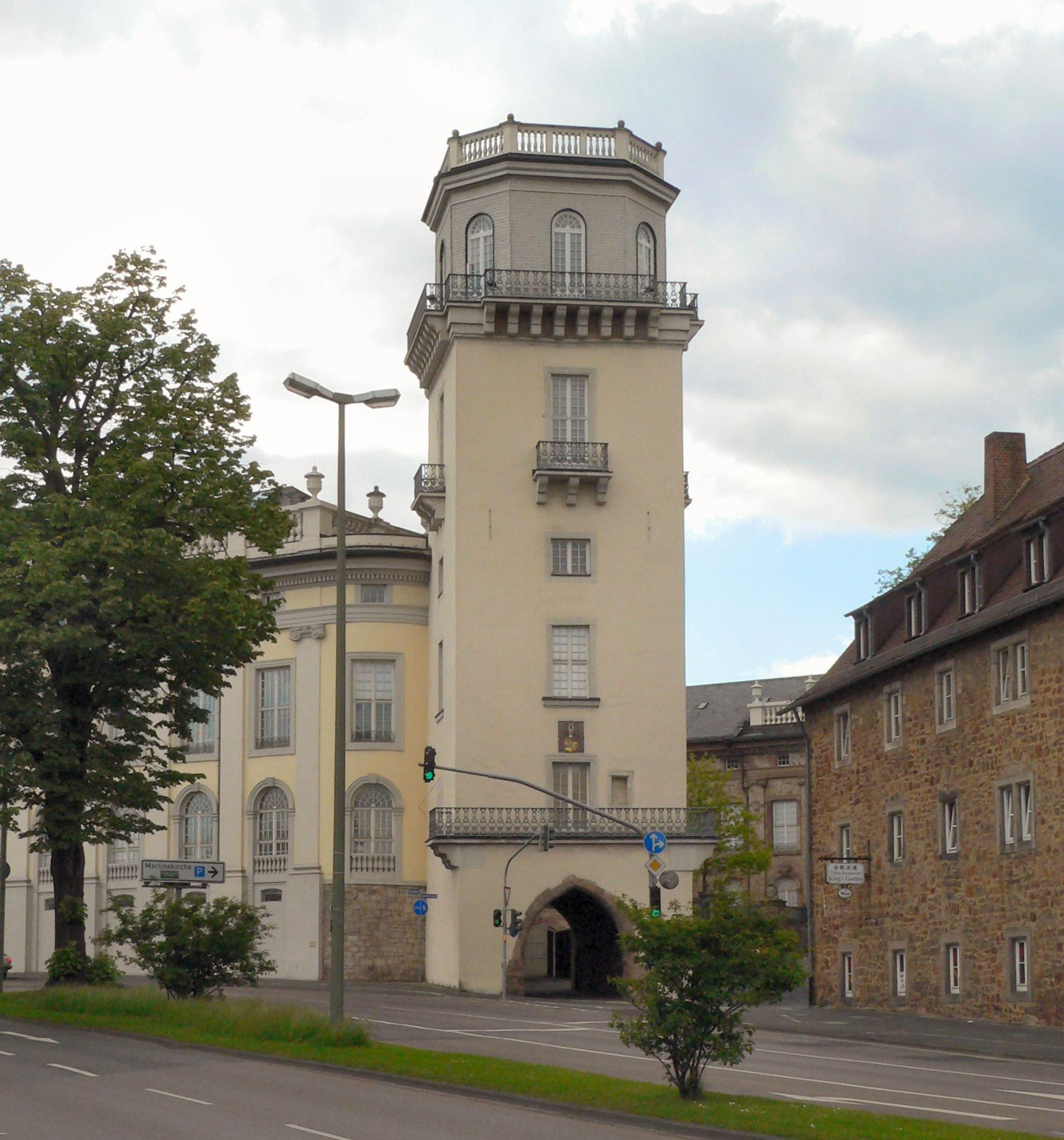
Zwehrener Turm
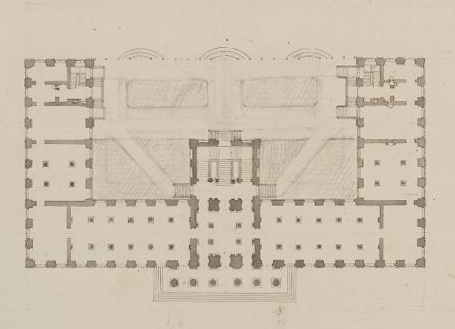
Ritning av Simon Louis du Ry, 1769
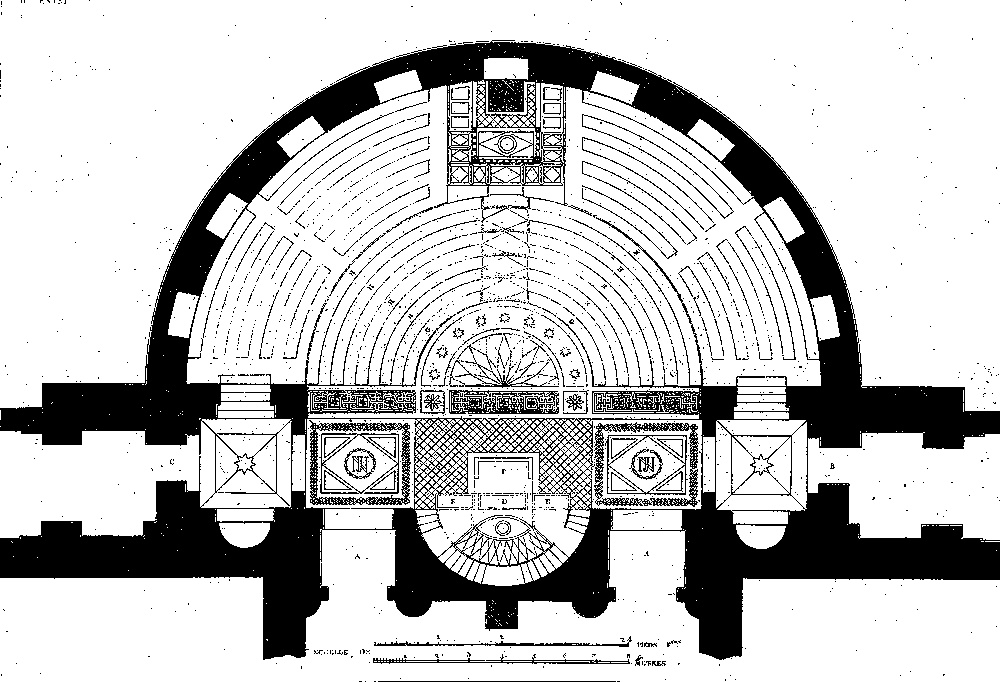
Ritning av den nya parlamentssalen 1810
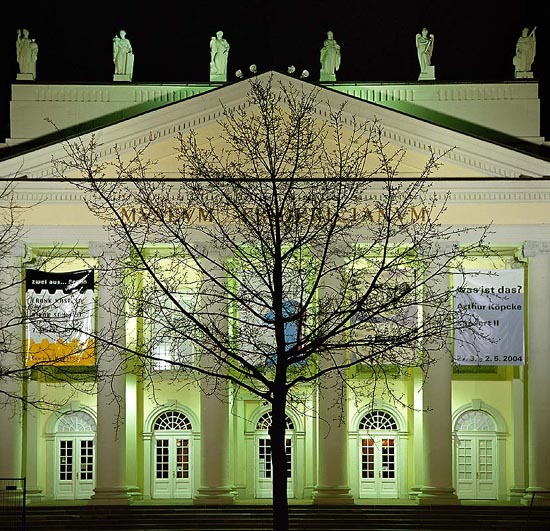
Ek av Joseph Beuys framför Fridericianum under documenta 7 1982
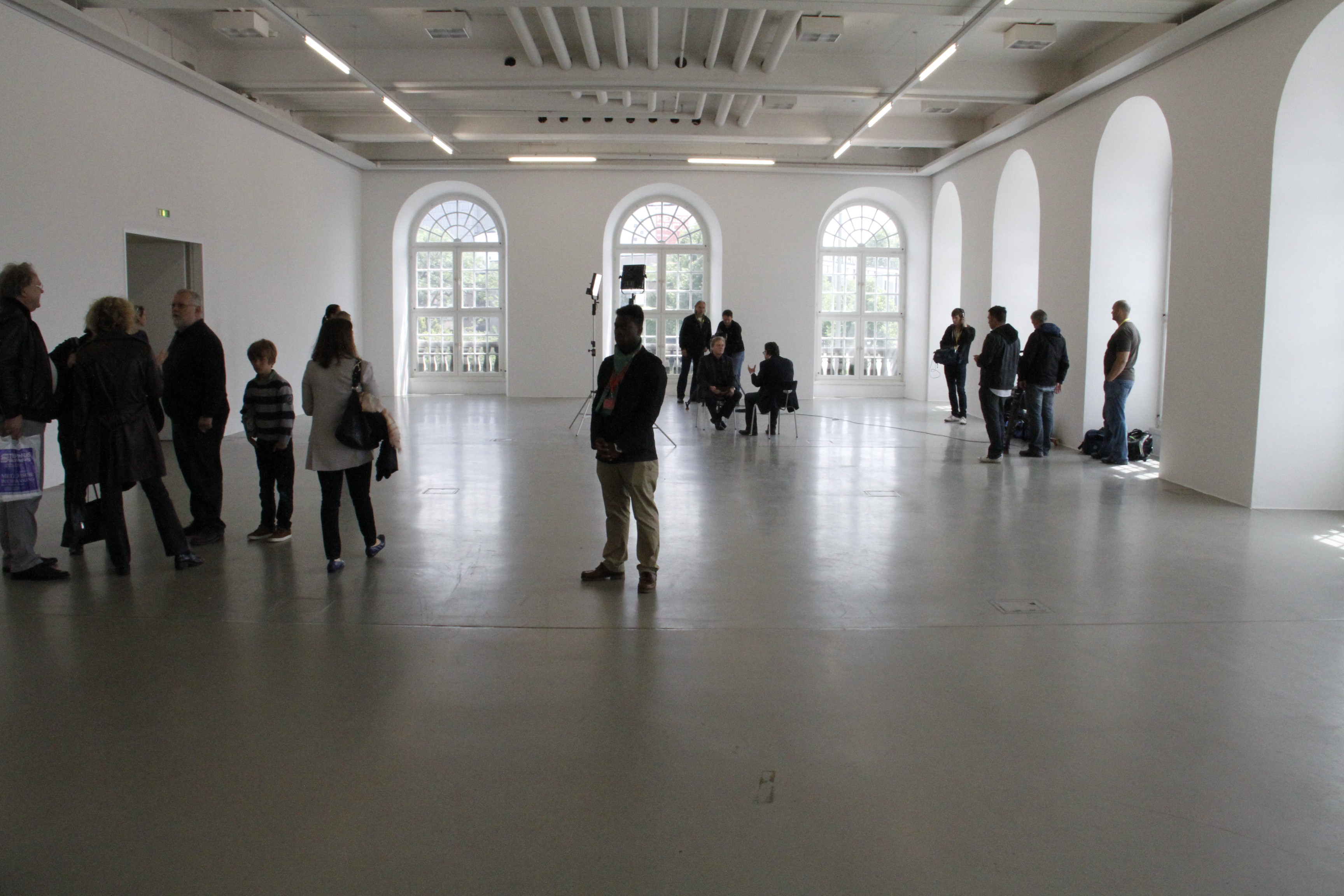
Utställningssal under dOCUMENTA (13) 2012
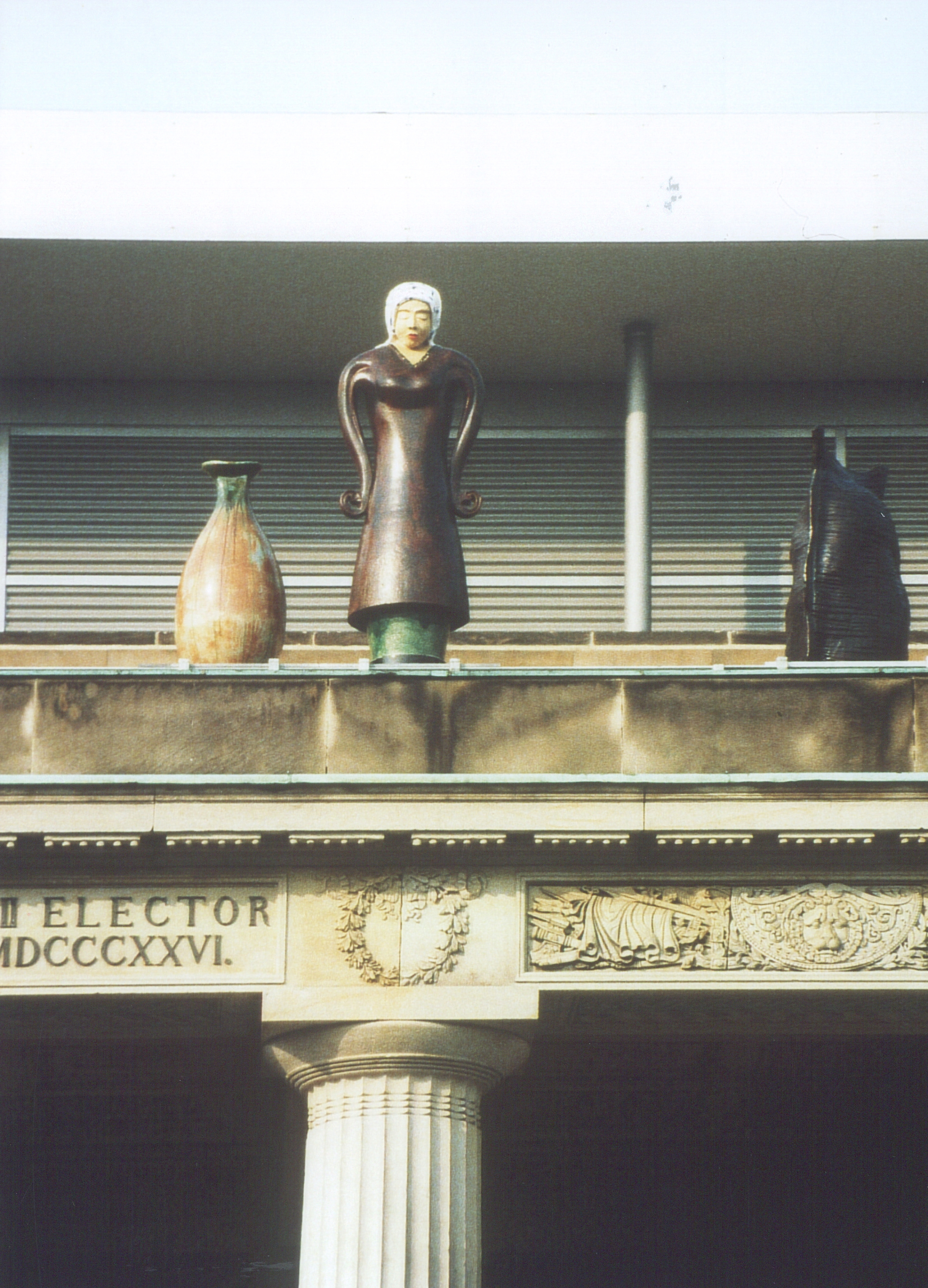
Thomas Schüttes Fremde under documenta IX 1992
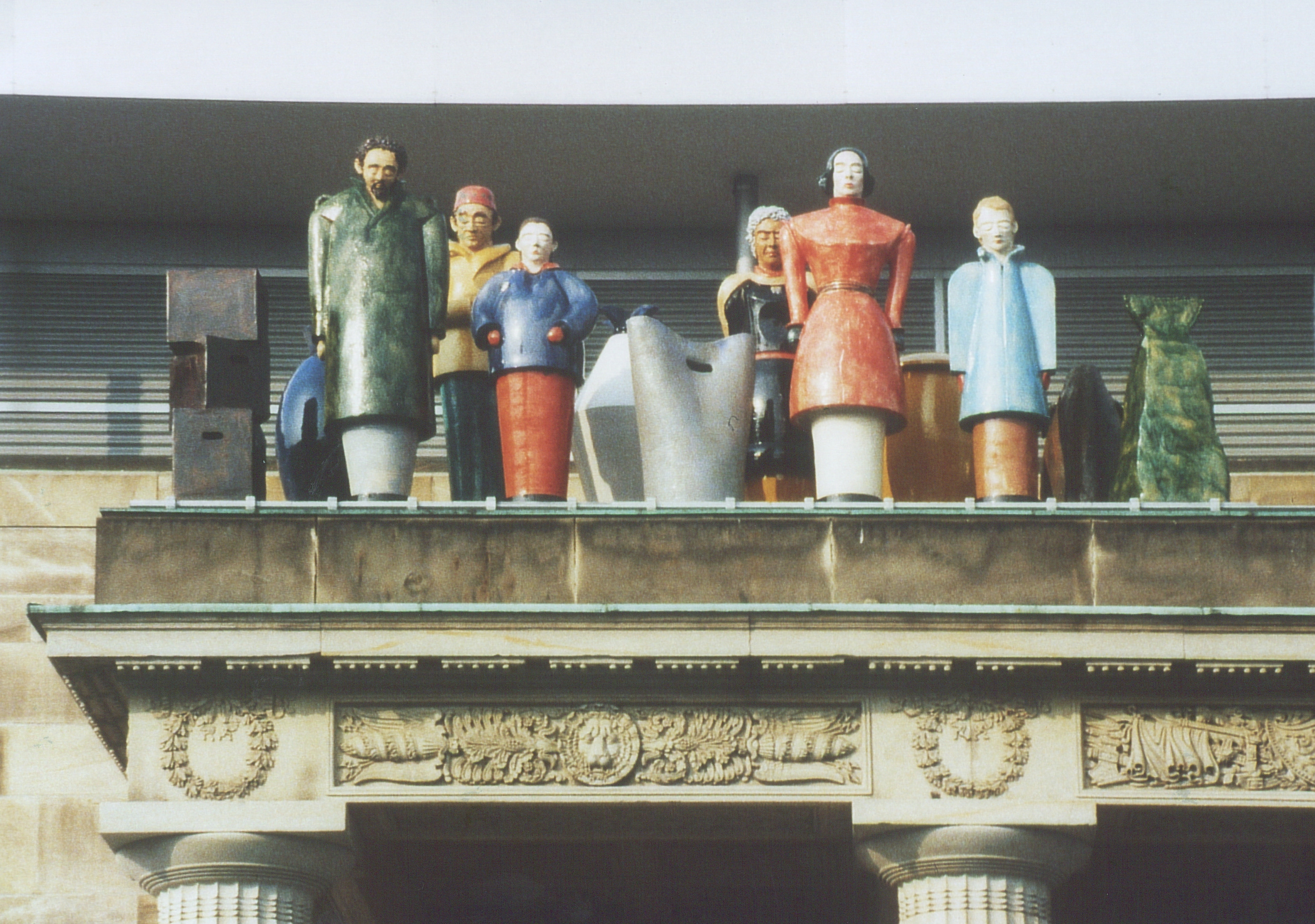
Thomas Schüttes Fremde under documenta IX 1992